# Отношения между Румъния и Русия
Румънско-руските отношения са двустранните отношения между европейските държави Румъния и Русия.
Двете страни поддържат пълни дипломатически отношения. Румъния има свое посолство в Москва и консулства в Санкт Петербург и Ростов на Дон, а Русия – посолство в Букурещ и консулство в Констанца. Към април 2023 година посланик на Румъния в Москва е Кристиан Истрате, а посланик на Русия в Букурещ е Валерий Кузмин.

## Политически отношения
Румъния е сред най-активните противници на руската агресия в Украйна, предизвикала Руско-украинската война, като по въпроса в страната има широк вътрешнополитически консенсус. Още в първите месеци на войната през 2014 година Румъния сключва споразумение за военно сътрудничество с Украйна и става първата страна, ратифицирала споразумението за асоцииране на Украйна с Европейския съюз.

## История
Румънските княжества Влашко и Молдова се сблъскват с Русия през първата половина на XVIII век, когато експанзията на Руската империя достига до техните граници. През следващите десетилетия румънски територии са многократно окупирани от Русия за кратки периоди – през 1739, 1769 – 1774, 1806 – 1812, 1828 – 1834, 1848 – 1851 и 1853 – 1856 година. През 1812 година Бесарабия – източната част на Молдова – е присъединена към Руската империя. Поражението на Русия в Кримската война през 1856 година връща на Молдова част от южна Бесарабия и дава тласък на обединението на Румъния, която установява близки отношения с Франция в противовес на агресивния си съсед. Румъния се включва в Руско-турската война от 1877 – 1878 година, но в резултат на руската победа отново губи южна Бесарабия, получавайки в замяна рядко населената с нерумънско население Северна Добруджа. След разпадането на Руската империя през 1918 година Румъния си връща Бесарабия, но отново я губи през 1940 година, заедно със Северна Буковина, в резултат на германско-съветския Пакт „Рибентроп-Молотов“.
Румънската революция от 1989 година, отстранила Николае Чаушеску и поставила началото на либерализация на режима, е посрещната със задоволство от съветското правителство. Новият президент Йон Илиеску води политика на сближаване със Съветския съюз – Румъния става последната страна, денонсирала Варшавския договор, а през април 1991 година сключва договор за приятелство и сътрудничество със Съветския съюз, обвързващ я с неучастие в НАТО, обезсилен от последвалото няколко месеца по-късно Разпадане на Съветския съюз.
След създаването на независима Молдова и руската военна и политическа подкрепа за сепаратистите в Транснистрия Румъния започва постепенно да се дистанцира от Русия. През 1993 година Румъния приема курс към присъединяване към НАТО и малко по-късно става първата източноевропейска държава, включила се в свързаната програма „Партньорство за мир“, макар същевременно да сключва и споразумение за военно сътрудничество с Русия. До ново охлаждане в отношенията се стига през 1996 година, когато новият румънски президент Емил Константинеску в последния момент се отказва от подготвян договор за приятелство и сътрудничество.
След връщането на власт на Йон Илиеску двустранните отношения са размразени и през 2003 година е подписан договорът за приятелство и сътрудничество. Положението отново се променя при следващия румънски президент Траян Бъсеску, който развива активни връзки със стремящите се към дистанциране от Русия Украйна и Грузия. Румъния става член на НАТО и Европейския съюз и въпреки руските протести в страната са разположени военни бази на Съединените американски щати.